# Serranía de Santiago
Serranía de Santiago är en bergskedja i Bolivia.   Den ligger i departementet Santa Cruz, i den östra delen av landet, 600 km öster om huvudstaden Sucre.
I omgivningarna runt Serranía de Santiago växer huvudsakligen savannskog. Trakten runt Serranía de Santiago är nära nog obefolkad, med mindre än två invånare per kvadratkilometer.